# Sya
Sya est une localité de Suède dans la commune de Mjölby située dans le comté d'Östergötland.
Sa population était de 297 habitants en 2019.